# 廣寧 (裕親王)
廣寧（穆麟德轉寫：guwang ning；1705年—1739年），已革裕親王。裕宪亲王福全之孙，悼亲王保绶第二子，生母乃保绶嫡福晋佟佳氏，冠军使英舒之女。
生于康熙四十四年，康熙六十一年，廣寧授三等侍卫。雍正初年，授一等侍卫。雍正二年（1724年），伯父保泰坐谄附廉亲王允禩国丧演剧，被革去爵位。由他袭封和碩裕亲王，署理领侍卫内大臣。雍正三年，父亲保绶追封和硕悼亲王。雍正四年，上諭：“廣寧治事錯繆，未除保泰朋黨之習”，遭革爵，永遠鎖禁宗人府。雍正十三年，放出高牆，在家居住，不許出門。乾隆四年卒，年三十五岁。